# 飯島一郎
飯島 一郎（いいじま いちろう、1916年11月14日 - 2007年10月7日）は、山崎製パン第2代社長。東京府北多摩郡三鷹村（現：三鷹市）生まれ。

## 人物
同社初代社長の飯島藤十郎は兄。3代目社長の飯島延浩は甥。
1938年、東京府豊島師範学校（現在の東京学芸大学）卒業、1944年、東京体育専門学校（後の東京教育大学）卒業。母校の東京第二師範学校教員となる。
1948年、兄が創業した山崎製パンに参画し取締役となる。以降は生産部門を担当する。
兄の藤十郎を含め、兄弟3人でキリスト教の洗礼を受けてクリスチャンになる。
1969年から病気の兄に代わって経営責任者となり、兄と対立するようになる。1977年、山崎製パン社長に就任。同社の大株主である日清製粉（現・日清製粉グループ本社）をバックにして兄との対立を深め、お家騒動が勃発するが、日清製粉のオーナーで皇太子妃（現・上皇后）美智子の実家である正田家への飛び火を恐れた財界が事態の収拾に動き、最終的には敗北。富士銀行（現・みずほフィナンシャルグループ）相談役の岩佐凱実による仲裁で代表権のない会長に退き、1979年に子会社のヤマザキナビスコ（現・ヤマザキビスケット）社長に追いやられた。1986年に社長を退任し、以降は死去までヤマザキナビスコ相談役だった。